# Radelj (priimek)
Radelj je priimek več znanih Slovencev:
- Jure Radelj (*1977), smučarski skakalec